# Scabieuse
Taxons concernés
Parmi la famille des Dipsacaceae, actuellement des Caprifoliaceae :
- Genres :
  - Scabiosa et genres proches
  - Cephalaria
- Espèces :
  - Knautia arvensis 
  - Pycnocomon rutifolium

Parmi la famille des Asteraceae :
- Espèces :
  - Centaurea scabiosamodifier

On appelle en français « scabieuse » diverses espèces de plantes herbacées à fleurs. Leur inflorescence est le plus souvent un capitule. Il s'agit généralement d'espèces de la famille des Dipsacaceae selon la classification classique de Cronquist (1981), des Caprifoliaceae selon la classification phylogénétique APG IV (2016), ou plus rarement de la famille des Asteraceae.

## Scabiosa
Scabiosa est le genre « véritable » de scabieuses. Il appartenait à la famille des Dipsacaceae, actuellement aux Caprifoliaceae. C'est notamment le genre de :
- Scabieuse colombaire, Scabiosa columbaria L.
- Scabieuse à trois étamines, Scabiosa triandra L.
- Scabieuse du Caucase, Sacabiosa caucasica M.Bieb.

Ce genre a subi plusieurs révisions et son pourtour est encore fluctuant à l'heure actuelle. Certaines de ses espèces ont été déplacées vers d'autres genres (notamment Sixalix et Lomelosia) mais cela est sujet à discussion.

## Knautia arvensis
La scabieuse des champs, Knautia arvensis était une espèce de la famille des Dipsacaceae, intégrée maintenant au sein de celle des Caprifoliaceae. C'est peut-être l'une des "scabieuses" les plus connues.

## Centaurea scabiosa
La Centaurée scabieuse, Centaurea scabiosa L., est une espèce de la famille des Asteraceae. Cette espèce, proche du bleuet des champs, également couramment appelée « scabieuse », elle est assez réputée.

## Cephalaria
Cephalaria était un genre de la famille des Dipsacaceae, actuellement des Caprifoliaceae. C'est notamment le genre de la :
- scabieuse des Alpes, Cephalaria alpina (L.) Schrad. ex Roem. & Schult.
- scabieuse  à fleurs blanches, Cephalaria leucantha (L.) Schrad. ex Roem. & Schult.

## Autres scabieuses
D'autres espèces prennent le nom de scabieuse :
- la scabieuse à feuilles de rue, Pycnocomon rutifolium (Vahl) Hoffmanns. & Link (famille des Dipsacaceae, actuellement Caprifoliaceae) ;
- l'épervière scabieuse, Hieracium scabiosum (Sudre) Sudre (famille des Asteraceae) ;
- la scabieuse des champs, Galinsoga parviflora Cav. (famille des Asteraceae).

## Consommateurs
Les chenilles des papillons suivants (classés par famille) se nourrissent de scabieuse :
- Sphinx du pissenlit (Erebidae),
- Brèche (Noctuidae),
- Sphinx bombyliforme (Sphingidae),
- Zygène de la carniole (Zygaenidae).

## Langage des fleurs
Dans le langage des fleurs, la scabieuse symbolise la tristesse.

## Galerie

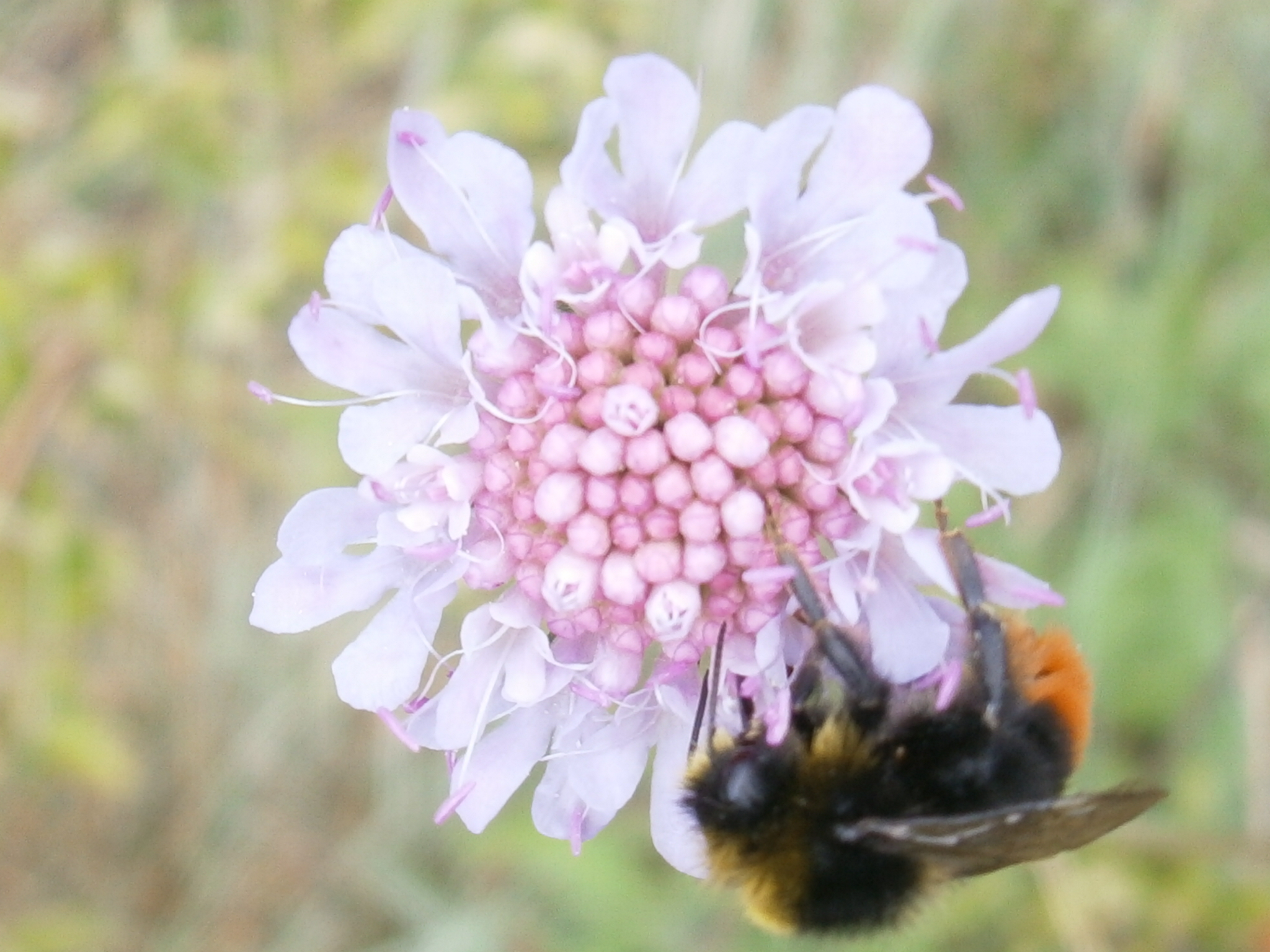
Bourdon butinant une Scabieuse colombaire
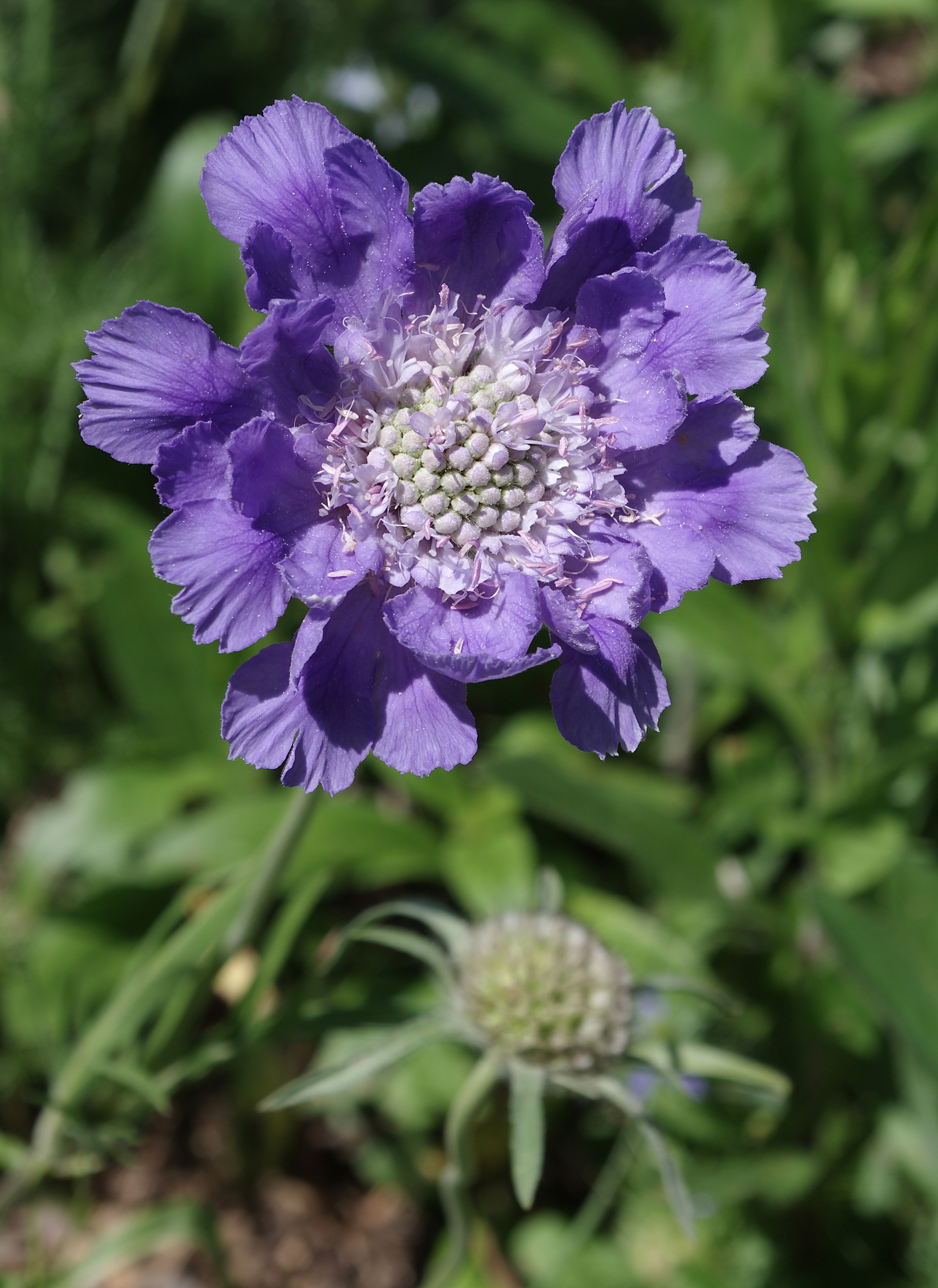
Scabieuse du Caucase
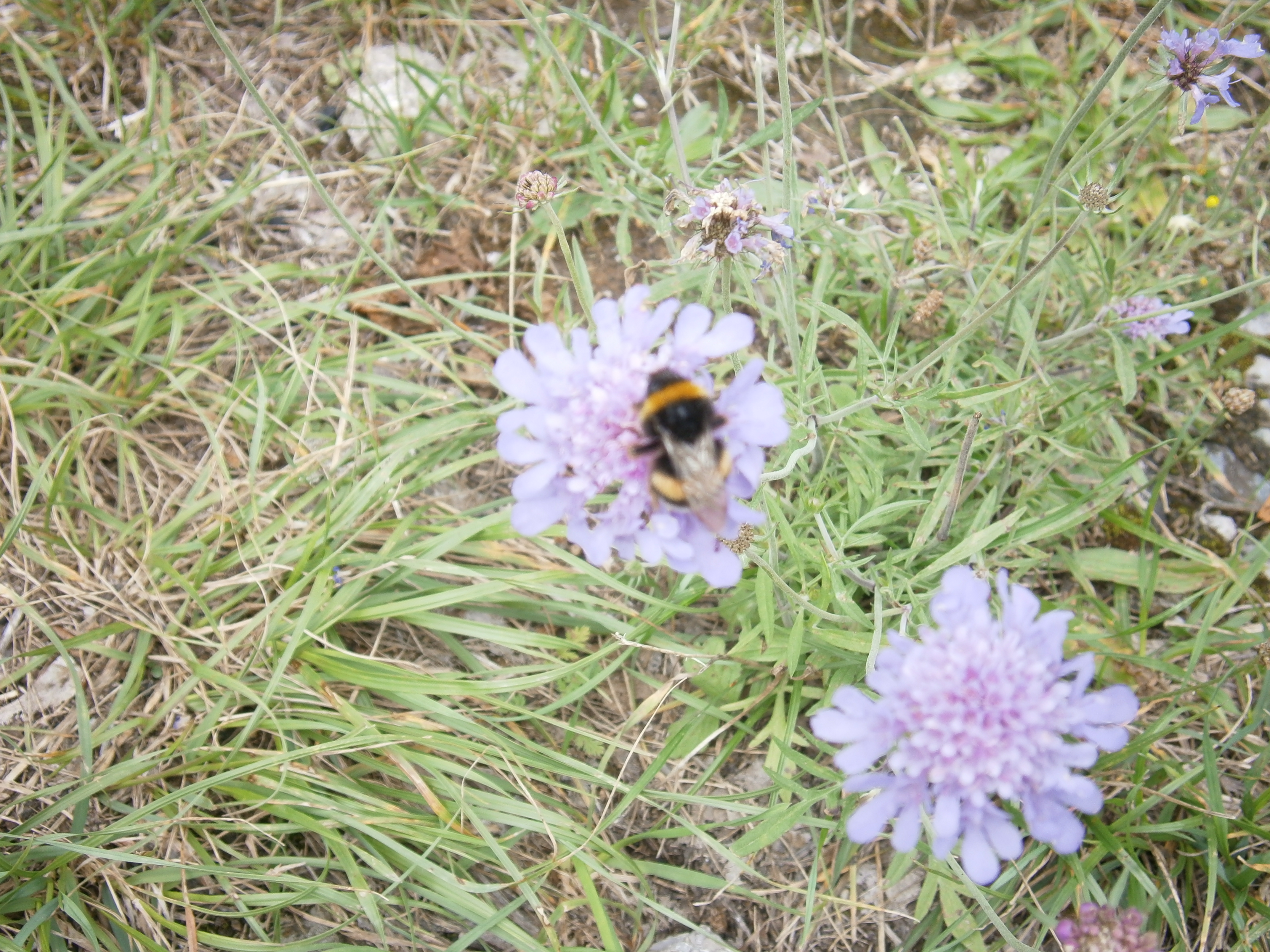
Deux capitules de Scabieuse colombaire